# Brachtia glumacea
Brachtia glumacea är en orkidéart som beskrevs av Heinrich Gustav Reichenbach. Brachtia glumacea ingår i släktet Brachtia och familjen orkidéer. Inga underarter finns listade i Catalogue of Life.